# Комињ
Комињ (фр. Comigne) насеље је и општина у јужној Француској у региону Лангдок-Русијон, у департману Од која припада префектури Каркасон.
По подацима из 2011. године у општини је живело 291 становника, а густина насељености је износила 31,49 становника/km². Општина се простире на површини од 9,24 km². Налази се на средњој надморској висини од 180 метара (максималној 548 m, а минималној 80 m).

## Демографија
| 1962. | 1968. | 1975. | 1982. | 1990. | 1999. | 2011. |
| ----- | ----- | ----- | ----- | ----- | ----- | ----- |
| 199   | 213   | 188   | 180   | 199   | 179   | 291   |

График промене броја становника у току последњих година